# Mario Pasik
Mario Pasik (Buenos Aires, 3 marzo 1951) è un attore argentino, noto in Italia per il suo ruolo nella telenovela argentina Champs 12..
È fratello dell'attore Salo Pasik.

## Carriera

### Teatro
- Segovia (o de la poesía)
- Jardín de otoño
- Contracciones
- Por un sí o por un no
- La valija del rompecabezas
- Educando a Rita

## Cinema
| Film | Film                                                    | Film         | Film |
| Anno | Titolo                                                  | Personaggio  |      |
| ---- | ------------------------------------------------------- | ------------ | ---- |
| 1972 | El gallo ciego                                          |              |      |
| 1979 | Los drogadictos                                         |              |      |
| 1979 | Cantaniño cuenta un cuento                              |              |      |
| 1986 | Otra historia de amor                                   | Jorge Castro |      |
| 1991 | La última siembra                                       | Patricio     |      |
| 1991 | Delito de corrupción                                    |              |      |
| 1992 | ¿Dónde estás amor de mi vida que no te puedo encontrar? | Federico     |      |
| 1995 | Más allá del límite                                     | Bechara      |      |
| 1995 | De mi barrio con amor                                   |              |      |
| 1996 | El dedo en la llaga                                     | Irazábal     |      |
| 1998 | La cara del ángel                                       |              |      |
| 2001 | Contraluz                                               | Alejandro    |      |

## Televisione
| Televisione | Televisione                       | Televisione          | Televisione |
| Anno        | Titolo                            | Personaggio          |             |
| ----------- | --------------------------------- | -------------------- | ----------- |
| 1978        | Un mundo de 20 asientos           | Marcelo              |             |
| 1983        | Mi nombre es Lara                 |                      |             |
| 1985        | Extraños y amantes                | Manuel Spil          |             |
| 1989        | El duende azul                    | Marcelo              |             |
| 1993        | Vivo con mi fantasma              |                      |             |
| 1994        | La forza dell'amore (Nano)        | Silvio Canelo        |             |
| 1996        | Como pan caliente                 | Horacio              |             |
| 1998-1999   | Verano del '98                    | Germán Villanueva    |             |
| 2000        | Vulnerables                       | Osvaldo              |             |
| 2001        | Enamorarte                        | Arturo Miguens       |             |
| 2002        | Son amores                        | Guillermo Carmona    |             |
| 2005        | Una familia especial              | Hermes Schneider     |             |
| 2005        | Mujeres asesinas                  |                      |             |
| 2006        | Montecristo                       | Horacio Díaz Herrera |             |
| 2007        | Son de Fierro                     | José María Fontana   |             |
| 2007        | El hombre que volvió de la muerte | Blanco Morel         |             |
| 2009        | Champs 12                         | Renzo Carresi        |             |
| 2011        | Cuando me sonreís                 | Juan Murfi           |             |